# Milan Milutinović
Milan Milutinovic (em sérvio cirilizado: Милан Милутиновић; Belgrado, 19 de dezembro de 1942 –  Belgrado, 2 de julho de 2023) foi presidente da Sérvia entre 1997 e 2002. Anteriormente atuou como diretor da Biblioteca Nacional da Sérvia entre os anos de 1983 e 1988, embaixador do Ministério Federal das Relações Exteriores da Iugoslávia na Grécia e Ministro Federal das Relações Exteriores (1995 - 1998).
Após seu mandato presidencial expirar em dezembro de 2002, Milutinovic foi entregue ao Tribunal Penal Internacional para a antiga Iugoslávia, onde foi acusado de vários crimes de guerra. Em 26 de fevereiro de 2009 foi absolvido de todas as acusações contra ele.

## Morte
Milutinović morreu em 2 de julho de 2023.